# Stanislaw Stratiew
Stanislaw Stratiew (bulgarisch Станислав Стратиев; * 9. September 1941 in Sofia, Bulgarien; † 20. September 2000 ebenda) war ein bulgarischer Schriftsteller und Dramatiker.

## Leben
Stratiew setzte sich bereits mit seinem Debüt, dem Prosawerk Die einsamen Windmühlen (1969), durch. 1974 schrieb Stratiew sein erstes Stück Das Römische Bad, das bei dem Sofioter Satirischen Theater mehr als zehn aufeinander folgenden Spielzeiten präsentiert wurde. Es folgten Das Schaf, Der Bus und viele andere. Stratiews Theaterstücke wurden in Belgien, China, Deutschland, Estland, Finnland, Frankreich, Griechenland, Indien, Irland, Italien, Marokko, Polen, Rumänien, Russland, Schweden, Syrien, in der Slowakischen Republik, in der Tschechischen Republik, in der Türkei, Ungarn, in den USA, und anderen Ländern aufgeführt. Sein Stück Unser ach so kurzes Leben (übersetzt auf Französisch La vie bien qu'elle soit courte) gewann 1990 den ersten Preis bei dem Maubeuge Internationalen Theater-Festival (Frankreich). Auf der anderen Seite war 1993 Runner-up in dem BBC World Service Radio Hörspiel Wettbewerb und wurde von BBC produziert. Bekannt vor allem als Dramatiker, schrieb Stratiew auch erfolgreiche Prosawerke, die in mehr als 30 Sprachen auf der ganzen Welt übersetzt wurden. Seine Drehbücher brachten ihm auch Anerkennung. Der Film Gleichgewicht gewann 1983 beim 13. Internationalen Film Festival in Moskau (Russland) die Silbermedaille; im selben Jahr gewann Kindheitssonne "Das Kind unserer Zeit" - Preis bei dem MIFED in Mailand (Italien). Die Kult-Komödie Band ohne Namen wurde im Jahr 2005 von den Lesern der Tageszeitung 24 Chasa als bester bulgarische Film aller Zeiten sowie im Jahr 2006 von den Hörern des Radio Atlantik als beliebtester bulgarische Film bestimmt. Von 1975 bis zu seinem Tod im Jahr 2000 arbeitete Stratiew als Dramaturg am Sofioter Satirischen Theater.

## Werke
Theaterstücke
- Das römische Bad
- Das Schaf
- Der Bus
- Der Perfektionist
- Ragazza
- Unser ach so kurzes Leben
- Auf der anderen Seite
- Leere Zimmer

Prosa
- Die einsamen Windmühlen (1969)
- Das Trojanische Pferd (1971)
- Eine Wildente zwischen den Bäumen (1972)
- Reise ohne Koffer (1972)
- Das Singende Schiff (1973)
- Landschaft mit Hund (1977)
- Kurze Sonne (1977)
- Wilden Bienen (1977)